# Sela, Osilnica
Sela este o localitate din comuna Osilnica, Slovenia, cu o populație de 74 de locuitori.